# Финтинеле (комуна, Ясси)
Финтинеле (рум. Fântânele) — комуна у повіті Ясси в Румунії. До складу комуни входить єдине село Финтинеле.
Комуна розташована на відстані 341 км на північ від Бухареста, 42 км на північний захід від Ясс.

## Населення
У 2009 року у комуні проживали 2200 осіб.

## Зовнішні посилання
- Дані про комуну Финтинеле на сайті Ghidul Primăriilor